# Eremaeozetes arboreus
Eremaeozetes arboreus är en kvalsterart som beskrevs av Nübel-Reidelbach och Woas 1992. Eremaeozetes arboreus ingår i släktet Eremaeozetes och familjen Eremaeozetidae. Inga underarter finns listade i Catalogue of Life.